# Pelastoneurus luteifacies
Pelastoneurus luteifacies är en tvåvingeart som beskrevs av Octave Parent 1934. Pelastoneurus luteifacies ingår i släktet Pelastoneurus och familjen styltflugor. Inga underarter finns listade i Catalogue of Life.